# 奥纳瓦
奥纳瓦（Onawa）是美国艾奥瓦州莫诺纳县的城市，是莫诺纳县的县城，是康瑟尔布拉夫斯和苏城之间密苏里河沿岸爱荷华州最大的城镇。2010年人口普查中的人口为2998人。